# Aéré
Aéré Lao (o Aere Lao o Haere Lao, Lao també s'escriu Lau, Law i Laao) és una localitat del nord del Senegal, situada al departament de Podor i a la regió de Saint-Louis, a prop del riu Senegal i de la frontera amb Mauritània. Està travessada per la carretera nacional RN 2, que connecta Saint-Louis amb Bakel.
En els darrers mesos del governador Louis Alexandre Esprit Gaston Brière de l'Isle (governador del 18 de juny de 1876 a l'abril de 1880) va fer una expedició militar al Futa Toro i va construir una posició militar a Aéré sobre el marigot de Doué on va quedar una petita guarnició. Aéré estava a l'estat del Laao (Law, Lao, Lau) que junt amb l'Irlabe s'havien independitzat del Futa Toro el 1877 i havien demanat el protectorat francès. Aquests dos estats se situaven entre Saldé i Aéré.
La població d'Aéré es diu avui dia Aére Lao i fou erigida en municipi el desembre del 2008.
El municipi de Aéré Lao compte un liceu, un col·legi i quatre escoles elementals.